# Moritz Hartmann (Fußballspieler)
Moritz Hartmann (* 20. Juni 1986 in Oberviechtach) ist ein deutscher Fußballspieler.

## Karriere

### Jugend
Der gebürtige Oberpfälzer Hartmann zog mit seiner Familie, bedingt durch den Beruf des Vaters, ins Rheinland, wo er aufwuchs. Er begann beim SC in Roitzheim mit dem Fußballspielen und wechselte später über den TSC Euskirchen zum VfL Rheinbach. Dem Jugendalter entwachsen gehörte er dort noch ein Jahr sowohl der Reserve- als auch der ersten Mannschaft an.

### In Ober- und Regionalliga
Zur Saison 2006/07 verpflichtete der 1. FC Köln Hartmann, für dessen zweite Mannschaft er in zwei Spielzeiten 53 Spiele in der Oberliga Nordrhein bestritt und 19 Tore erzielte. Sein Debüt gab er am 6. August 2006 (1. Spieltag) beim 3:2-Sieg im Auswärtsspiel gegen den GFC Düren 09. Am 13. August 2006 (3. Spieltag) machte er seine ersten beiden Tore zum 2:1-Sieg im Auswärtsspiel gegen Schwarz-Weiß Essen. Am Ende der zweiten Spielzeit qualifizierte er sich mit der Mannschaft als Tabellendritter für die ab der Saison 2008/09 neugeschaffene dreigleisige Regionalliga. In der Staffel West trug er in 27 von 34 Spielen und elf Toren zum Erreichen des dritten Platzes bei.

### Mit dem FC Ingolstadt 04 bis in die Bundesliga
Zur Saison 2009/10 verpflichtete der Zweitligaabsteiger FC Ingolstadt 04 Hartmann, für den er am 25. Juli 2009 (1. Spieltag) beim 2:0-Sieg im Heimspiel gegen den FC Bayern München II debütierte und mit dem Treffer zum Endstand in der 17. Minute sein erstes Tor im bezahlten Fußball erzielte. Mit 21 Toren in 36 Drittligaspielen – damit bester Torschütze hinter Régis Dorn – trug er zum dritten Tabellenplatz bei. Nach den Relegationsspielen gegen Hansa Rostock stieg er mit der Mannschaft in die 2. Bundesliga auf. Sein Zweitligadebüt gab er am 21. August 2010 (1. Spieltag) bei der 1:4-Niederlage im Heimspiel gegen den FC Augsburg. Sein erstes Zweitligator erzielte er am 17. Oktober 2010 (8. Spieltag) bei der 1:2-Niederlage im Auswärtsspiel gegen Alemannia Aachen mit dem Treffer zum 1:1 in der 68. Minute per Kopfball.
Als dienstältester Spieler wurde Hartmann mit Ingolstadt in der Saison 2014/15 Zweitligameister, stieg erstmals in die Bundesliga auf und debütierte am 15. August 2015 (1. Spieltag) in dieser beim 1:0-Sieg im Auswärtsspiel gegen den 1. FSV Mainz 05. Seinen ersten Bundesligatreffer erzielte er am 19. September 2015 (5. Spieltag) beim 1:0-Auswärtssieg gegen Werder Bremen. In der weiteren Saison entwickelte er sich zum erfolgreichsten Torschützen seiner Mannschaft und erzielte 12 Tore, sieben davon bei sieben geschossenen Elfmetern. Nach neun Jahren und über 200 Pflichtspielen für den FC Ingolstadt verließ er den Verein nach der Saison 2017/18.

### Stürmer für Fortuna Köln und Kickers Offenbach
Zur Saison 2018/19 schloss sich Hartmann dem Drittligisten Fortuna Köln an. Er stürmt dort als Nachfolger von dem in die 2. Bundesliga gewechselten Daniel Keita-Ruel. Nachdem die Fortuna aus der dritten Liga abgestiegen war, verließ er den Verein und schloss sich zur Saison 2019/20 dem Regionalligisten Kickers Offenbach an. In zwölf Spielen schoss er in der aufgrund der Corona-Pandemie abgebrochenen Saison insgesamt vier Tore.

### Karriereausklang
Im Sommer 2020 wechselte Hartmann zum Kreisligisten SV Rhenania Bessenich.

## Erfolge
- Zweitligameister 2015 und Aufstieg in die Bundesliga 2015/16 (mit dem FC Ingolstadt 04)